# Porcellio lapidicicolus
Porcellio lapidicicolus är en kräftdjursart som beskrevs av Paulian de Felice1941. Porcellio lapidicicolus ingår i släktet Porcellio och familjen Porcellionidae. Inga underarter finns listade i Catalogue of Life.